# 모레나 바카링
모레나 바카링(포르투갈어: Morena Baccarin, 1979년 6월 2일 ~ )은 브라질 출신 미국의 배우, 성우이다. 《파이어플라이》, 《스타게이트 SG-1》, 《V》, 《홈랜드》, 《고담》 등 여러 호평 받는 드라마 시리즈에 연달아 출연하여 지명도가 높다. DC 코믹스 원작의 애니메이션에서도 여러 번 성우를 맡았다.

## 생애와 경력
모레나 바카링은 1979년 리우데자네이루에서 태어났다. 어머니 베라 세타(Vera Setta)는 연극 무대와 TV 극에서 활동했던 이탈리아계 브라질인 배우였으며, 딸인 모레나도 그 영향으로 어릴 적부터 배우의 꿈을 키우게 되었다. 가족은 1989년 미국 뉴욕 그리니치빌리지로 이주했고 모레나는 줄리아드 스쿨에 입학해 연기를 배웠다.
줄리아드를 졸업한 바카링은 2001년 독립영화 《향수》(Perfume)로 데뷔하였다. 바카링이 널리 알려진 것은 2002년 좋은 평가를 받은 드라마 시리즈 《파이어플라이》였다.
2016년 개봉 예정인 마블 코믹스 원작 영화 《데드풀》에 캐스팅되었다. 할리우드 리포터에 따르면 바카링은 다른 이의 초능력을 복사할 수 있는 슈퍼 악당 '카피캣' 버네사 칼라일 역을 맡을 예정이다.

## 출연작 목록

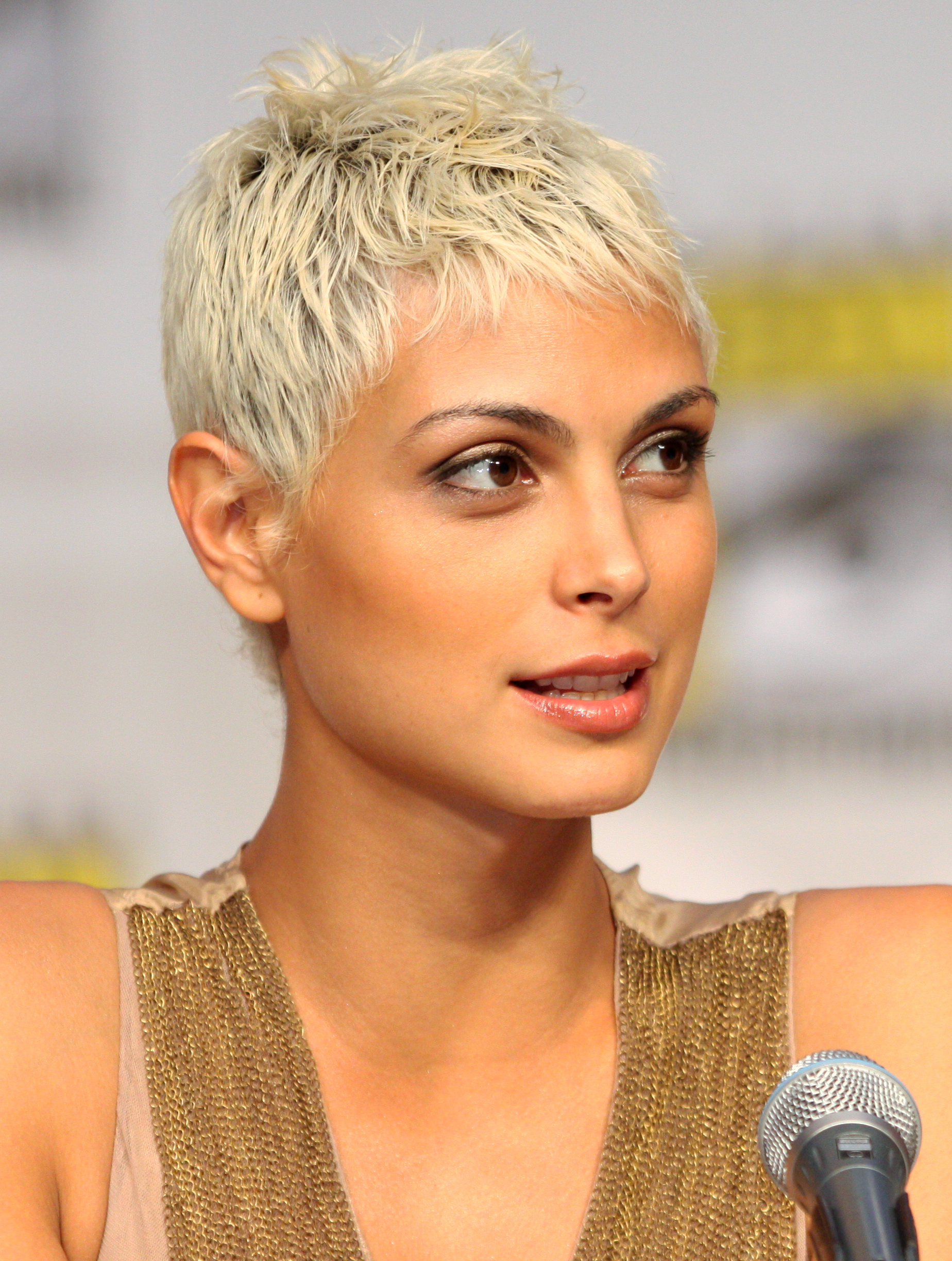
2010년 샌디에이고 코믹콘에서의 바카링

### 영화
| 연도 | 제목                                     | 배역                       | 비고          |
| ---- | ---------------------------------------- | -------------------------- | ------------- |
| 2001 | 《향수》Perfume                          | 모니카                     |               |
| 2001 | 《웨이 오프 브로드웨이》Way Off Broadway | 리베카                     |               |
| 2002 | 《로저 도저》Roger Dodger                | 바에 있던 소녀             |               |
| 2005 | 《세레니티》Serenity                     | 이나라 세라                |               |
| 2007 | 《오블리비언의 모래》Sands of Oblivion   | 앨리스 카터                | 텔레비전 영화 |
| 2008 | 《사랑 속에 죽다》Death in Love          | 아름다운 여인              |               |
| 2008 | 《스타게이트: 진실의 상자》              | 에이드리아                 | DVD용 영화    |
| 2009 | 《스틸》                                 | 로즈 몽고메리              |               |
| 2011 | 《룩 어게인》Look Again                  | 앨리슨                     | 텔레비전 영화 |
| 2014 | 《백 인 더 데이》Back in the Day         | 로리                       |               |
| 2014 | 《배트맨의 아들》Son of Batman           | 탈리아 알 굴 (목소리 출연) | DVD용 영화    |
| 2015 | 《스파이》                               | 캐런 워커                  |               |
| 2016 | 《데드풀》                               | 카피캣 / 버네사 칼라일     |               |
| 2018 | 《데드풀 2》                             | 카피캣 / 버네사 칼라일     |               |
| 2024 | 《데드풀과 울버린》                      | 카피캣 / 버네사 칼라일     |               |

### 텔레비전 드라마
| 연도      | 제목                         | 배역                      | 비고                                |
| --------- | ---------------------------- | ------------------------- | ----------------------------------- |
| 2002–2003 | 《파이어플라이》             | 이나라 세라               | 14회분 출연                         |
| 2005      | 《필라델피아는 언제나 맑음》 | 카르멘                    | "It's Always Sunny on TV" 회차 출연 |
| 2005–2006 | 《저스티스 리그》            | 블랙 카나리 (목소리 출연) | 3회분 출연                          |
| 2006      | 《The O.C.》                 | 마야 그리핀               | 3회분 출연                          |
| 2006      | 《내가 그녀를 만났을 때》    | 클로리                    | "Swarley" 회차 출연                 |
| 2006      | 《저스티스》Justice          | 리사 크루즈               | "Christmas Party" 회차 출연         |
| 2006–2007 | 《스타게이트 SG-1》          | 에이드리아                | 5회분 출연                          |
| 2007      | 《라스베가스》               | 세라 사마리               | "The Burning Bedouin" 회차 출연     |
| 2007      | 《하트랜드》Heartland        | 제시카 키얄라 간호사      | 9회분 출연                          |
| 2008      | 《더트》Dirt                 | 클레어 릴런드             | "And the Winner Is" 회차 출연       |
| 2008      | 《넘버스》                   | 린 포터                   | "Blowback" 회차 출연                |
| 2009      | 《고스트 & 크라임》          | 브룩 호이트               | "All in the Family" 회차 출연       |
| 2009–2011 | 《V》                        | 애나                      | 22회분 출연                         |
| 2010      | 《딥 엔드》The Deep End      | 벤스 밴크로프트           | "Unaired Pilot" 회차 출연           |
| 2011      | 《배트맨 더 브레이브》       | 치타 (목소리 출연)        | "Triumvirate of Terror!" 회차 출연  |
| 2011–2014 | 《멘탈리스트》               | 에리카 플린               | 3회분 출연                          |
| 2011–2013 | 《홈랜드》                   | 제시카 브로디             | 29회분 출연                         |
| 2012–2013 | 《굿 와이프》                | 이저벨 스위프트           | 2회분 출연                          |
| 2014      | 《전사들》Warriors           | 토리                      | 파일럿 방영                         |
| 2014–2015 | 《플래시》                   | 기디언 (목소리 출연)      | 3회분 출연                          |
| 2014      | 《붉은 텐트》The Red Tent    | 레이철                    | 2회분 출연                          |
| 2015–현재 | 《고담》                     | 레슬리 톰프킨스 박사      | 11회분 출연                         |